# Ненароджений
«Ненаро́джений» (англ. The Unborn) — американський фільм жахів, що вийшов у прокат у 2009 році, режисером і сценаристом якого є Девід С. Ґоєр. У фільмі роль рабина (духовного наставника) головної героїні (Кейсі Білдон у виконанні Одетт Юстман), що переслідує діббук, грає Гарі Олдмен. Прем'єра фільму відбулася 9 липня 2009 року.

## Сюжет
Кейсі Белдон (Одетт Юстман), що знаходиться в депресії після дивного самогубства матері, переслідують кошмарні видіння та сни, у яких до неї підходить дивна на вигляд собака з перевернутим догори писком, огидні комахи й дитина з мертвотно-блідою шкірою та неприродно блакитними очима, одягнена в старомодний костюмчик.
У вільний від навчання час Кейсі підробляє нянею в сусідів. Одного разу, уклавши дітей спати, через рацію (залишену для зв’язку з малюками) Кейсі чує дивні речі, які пошепки вимовляє один зі хлопців. Піднявшися до них, вона застає старшого Метті, який стоїть над колискою молодшого. Метті зловісним голосом змушує немовля дивитися на себе в люстерко, яке він тримає в руках. Коли Кейсі наближається до нього, Метті несподівано розвертається та розбиває люстерко об її лице. Метті все тим самим голосом каже дивну фразу про те, що «Джамбі хоче народитися зараз». Забобонна подруга Кейсі — Ромі (Меган Гуд), якій вона все розповіла, згадує про погану прикмету, у якій говориться, що немовлятам не можна дивитися на себе в дзеркало до року та що якщо це все ж сталося, то малюк має померти. Ніхто не надає цьому особливого значення, але лише доти, поки не з’ясовується, що молодший син сусідів дійсно помер за декілька днів після цього, просто переставши дихати вві сні. Осколок розбитого дзеркала поранив очі Кейсі, після чого вони розпочали інтенсивно змінювати колір. Окуліст пояснює їй, що в неї тетрагаметичний хімеризм і гетерохромі́я, що зустрічається вкрай рідко й переважно у близнюків.
Але Кейсі єдина дитина в сім'ї. Принаймні, вона так думає до подальшої розмови зі своїм батьком, від якого дізнається, що в неї все ж був брат-близнюк, який помер ще в утробі матері, через те що пуповина Кейсі обвилася навколо його шиї та задушила. І що в брата, ім’я якому ще не придумали, було прізвисько Джамбі. Кейсі вирішує розібратися в надісланих їй матір'ю речах і знаходить газетну замітку про тих, що вижили в Аушвіці, з обведеним ім’ям якоїсь Софі Козми та стару фотографію зі своєю матір’ю та хлопчиком із її кошмарів, образ якого вона бачила в дзеркалі. Зрозумівши, що ця лиховісна дитина якось пов’язано як зі смертю її матері, так і зі згаданою жінкою, Кейсі дізнається, що Софі Козма ще жива й разом із подругою вирушає до неї за поясненнями. Знайшовши її в будинку для пристарілих, Кейсі намагається все прояснити, але привітна старенька, побачивши стару фотографію, різко змінюється та з криками проганяє їх. Пізніше Софі дзвонить Кейсі посеред ночі, вибачається за свою поведінку, повідомляє дівчині, що вона насправді її бабуся та просить терміново приїхати.
Софі розповідає Кейсі про те, що хлопчик, який переслідує її, ніхто інший як діббук, злий дух з єврейських переказів. Вона також повідомляє про минуле їхньої родини, з якого з’ясовується, що Софі та її брат-близнюк Барто в дитинстві стали жертвами Аушвіца, в якому доктор Менгеле проводив над ними жахливі досліди. У результаті одного з таких дослідів (суть якого полягала в спробі змінити колір очей) Барто вмирає, але через два дні повертається. Тільки це вже не він. Щось потойбічне вселилося в нього. Софі, розуміючи, яка небезпека загрожує всім навколишнвм, убиває його. Тепер діббук (а це був саме він) одержимий жагою помсти й відтоді переслідує Софі та її сім'ю.
Саме через нього померла мати Кейсі, саме він опанував сусідським хлопчиком Метті та вбив немовля. Софі попереджає Кейсі про неминучу небезпеку й радить звернутися до знайомого рабина, Джозефу Сендаку (Гері Олдмен), щоб той провів обряд екзорцизму. Так само вона розповідає Кейсі про якусь каббалістичну «Книгу Дзеркал», за допомогою якої повинен бути проведений обряд вигнання.
Подруга Кейсі гине від рук Метті, у якого вселився діббук. Приїхавши на допомогу, Кейсі та її хлопець Марк (Кем Жіганде) не встигають допомогти Ромі.
Разом зі знайденою книгою Кейсі вирушає до рабина. Той спочатку скептично ставиться до розповіді Кейсі, але після її відходу діббук з’являється до нього у вигляді тієї самої зловісної собаки. Повіривши, рабин Сендак погоджується допомогти Кейсі. Покликавши на допомогу свого друга, чорношкірого католицького священика Артура Віндама, Марка, а також іще сімох добровольців з їхньої з Віндамом пастви, Сендак проводить обряд. У процесі обряду діббук убиває більшість помічників, намагаючися зірвати обряд. Потім він уселяється у Віндама й женеться за Кейсі та Марком. Хлопцям удається зупинити його, але діббук вселяється в Марка й намагається вбити Кейсі. Сендак закінчує обряд, в результаті якого хлопець, як умістилище діббука, гине.
В кінці з’ясовується, що Кейсі вагітна двійнятами, що є натяком на те, що діббук може знову спробуватт прорватися в цей світ у тілі одного з них.

## Ролі
- Одет Юстман — Кейсі Белдон
- Гері Олдмен — Рабин Джозеф Сендак
- Кем Жіганде — Марк Хардіган
- Меган Гуд — Ромі
- Джейн Александер — Софі Козма
- Ідріс Ельба — Артур Уїндам
- Джеймс Ремар — Гордон Белдон
- Карла Гуджино — Джанет Белдон
- Аттікус Шаффер — Метті Ньютон
- Ітан Каткоскі — Барто
- Різ Койро — містер Шилдз